# Lavaggio delle mani nell'ebraismo

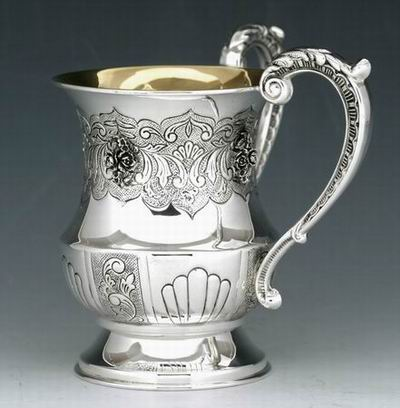
Coppa d'argento per il lavaggio delle mani

Il lavaggio delle mani (in ebraico נטילת ידיים‎?, netilat yadayim) nell'ebraismo comporta diversi obblighi dettati dalla legge ebraica (Halakhah), tra cui:
- Lavarsi le mani quando ci si sveglia dal sonno (abluzione nota in yiddish come נעגל וואַסער, negel vasser), con acqua versata da un vaso tre volte, ad intermittenza, su ciascuna mano. Questo lavaggio si dice rimuova uno spirito maligno dalle proprie dita.[1]
- Lavarsi le mani prima di pregare.[2]
- Lavarsi le mani quando si toccano parti intime, o il sudore del proprio corpo (esclusa la faccia), o quando ci si tagliano le unghie.[3]
- Lavarsi le mani dopo essere stati al gabinetto, latrina o stanza da bagno.[3]
- Lavarsi le mani quando si lascia un cimitero.[3]
- Lavarsi le mani prima di toccare il pane servito a cena, e solo pane fatto di uno dei cinque grani principali (frumento, orzo coltivato, farro, orzo selvatico,[4] e avena).[5]
- Lavarsi le mani dopo aver consumato un pasto in cui è stato servito il sale di Sodoma.[6][7]
- Lavarsi le mani come prescritto prima di recitare la Benedizione sacerdotale (Birkat Kohanim, in ebraico ברכת כהנים‎?). Osservato dai Kohanim (sacerdoti) di alcune comunità.[8]
- Lavarsi le mani quando, prima di mangiare, si immerge un boccone di cibo in un liquido (per es., acqua, miele, olio, ecc.) che poi aderisce a tale boccone – con l'eccezione della frutta, poiché non richiede il lavaggio delle mani.[9]

In due di questi casi l'acqua viene versata sulle mani da un vaso, cioè ogniqualvolta la persona si sveglia dal sonno e prima di mangiare del pane. Il lavaggio delle mani effettuato quando la persona esce da un gabinetto o latrina, o quando tocca parti intime o il sudore, può essere fatto semplicemente con acqua corrente di rubinetto.
Queste abluzioni sono quasi sempre accompagnate da una benedizione particolare prima di concludere il lavaggio vero e proprio. Sebbene la quantità minima di acqua necessaria per adempiere all'obbligo religioso sia 1/4 di log (misura liquida di capacità pari a volume di un uovo e mezzo), e deve essere sufficiente a coprire almeno le giunture mediane delle dita, acqua versata in eccesso di tale quantità è considerata degna di lode dalla Legge ebraica. 
L'abluzione più praticata e forse più importante tra quelle elencate è il lavaggio delle mani prima di mangiare il pane. Tale lavaggio in ebraico si chiama netilat yadayim, che significa "elevazione delle mani".  È talmente importante e considerato essenziale, che coloro che omettono intenzionalmente di adempierlo si rendono passibili di scomunica, ed entrano in uno stato di incompletezza, e sono "velocemente esclusi dal mondo".

## Storia e sviluppo del rituale
Si narra che servissero dieci conche di bronzo ai sacerdoti del Tempio di Salomone a Gerusalemme, con la sola funzione di purificazione delle mani e dei piedi prima di iniziare il loro servizio religioso.

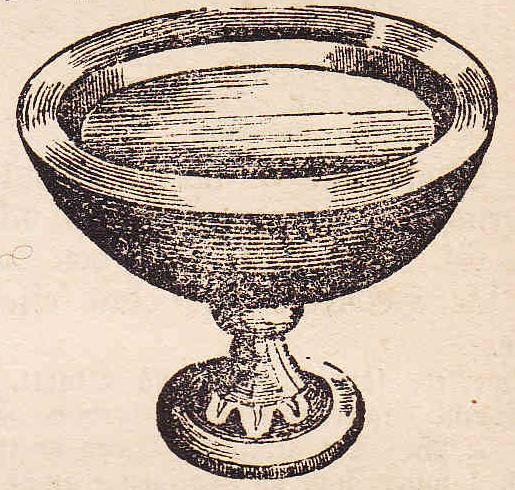
Illustrazione (1890) di un lavacro del Tempio di Gerusalemme

Un insegnamento conservato nel compendio di legge orale ebraica, la Mishnah (trattato Yadayim; è il primo testo che descriva il rituale del lavaggio delle mani al di fuori del Tempio), informa il lettore che ogni sacerdote che si recava ad urinare dovesse eseguire il lavaggio di mani e piedi. L'uso di questi lavacri non riguardava il pubblico in generale, né il mangiare cibi con le mani lavate.
Il Talmud babilonese spiega che Re Salomone promulgò il lavaggio delle mani come salvaguardia, prima che si mangiasse uno qualsiasi dei sacrifici animali nel Tempio. Questa promulgazione era limitata solo al lavaggio delle mani immediatamente prima di mangiare quelle offerte di carni sacrificali (cose consacrate) offerte nel Tempio.

### Tradizioni farisaiche

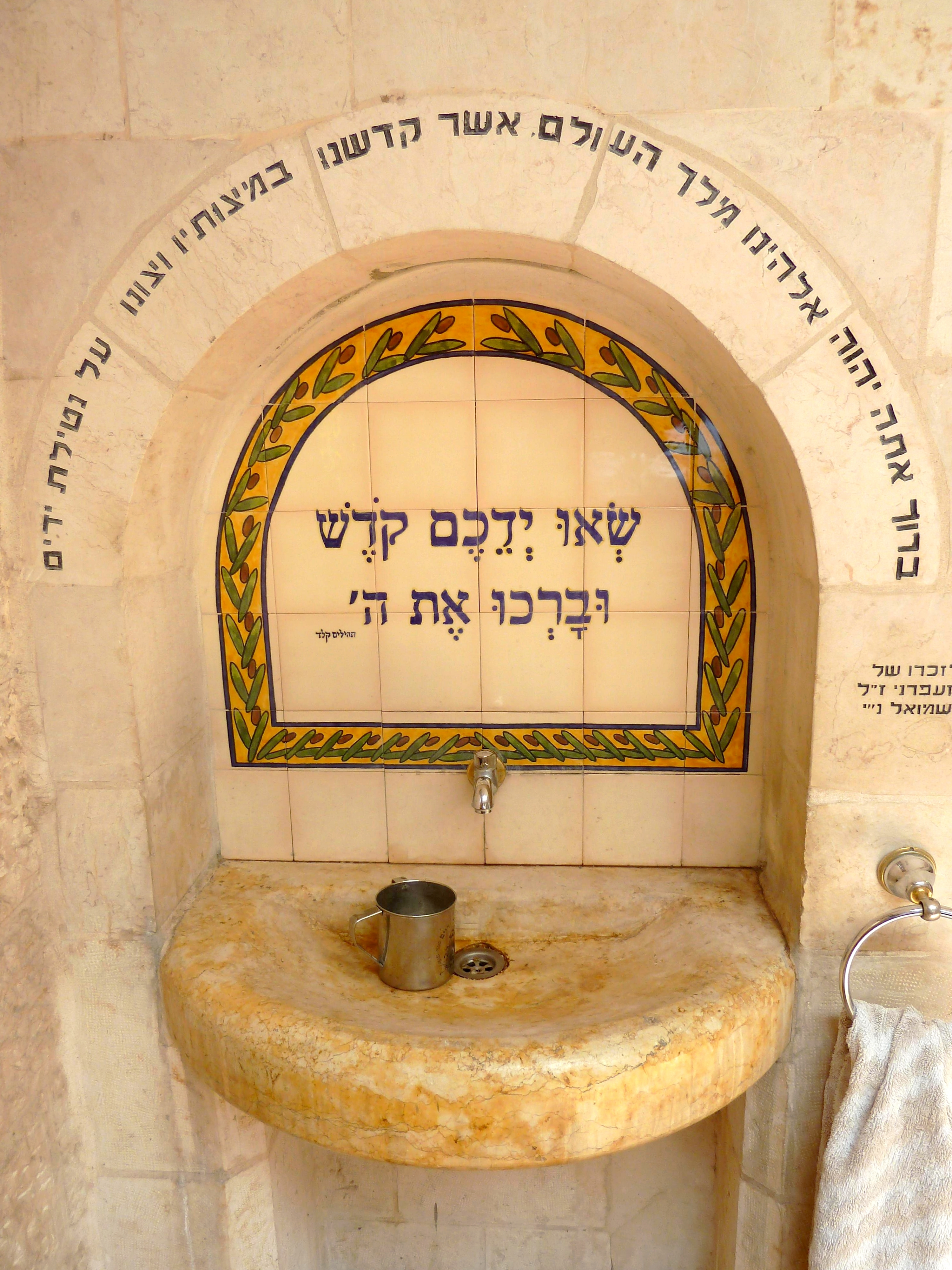
Netilat yadayim nella Città Vecchia di Gerusalemme

Non risulta chiaro che tipo di regole fossero già applicate durante il tardo periodo del Secondo Tempio.
Un riferimento al lavaggio delle mani vien fatto nel Nuovo Testamento cristiano, quando i Farisei chiesero a Gesù perché i suoi discepoli non si lavassero le mani prima di consumare cibo. Chiunque si fosse proclamato Messia di Israele avrebbe dovuto seguire rigorosamente le leggi della nazione ebraica, una delle quali prescriveva di mangiare cibo in stato di purità rituale, associandosi inoltre solo con coloro che si comportavano in ugual maniera.
Al contrario, dal momento che c'erano due scuole farisaiche di pensiero prevalente in Giudea a quel tempo, la Scuola di Shammai e la Scuola di Hillel, sebbene i seguaci di Shammai fossero generalmente visti come i più rigorosi nelle loro pratiche, si può presumere che le scuole avessero promulgato ulteriori regolamenti relativi al lavaggio delle mani prima di toccare il pane non consacrato, a causa di una sospetta impurità attinente a quelle mani e la probabilità che tale pane fosse preparato al fianco di alimenti consacrati che richiedevano purità rituale. Inoltre potrebbe essere stata solo una pratica rigorosa osservata dai più zelanti dell'epoca, oppure la stessa necessità di dover lavare le mani per il pane comune fu una questione tenuto in dibattito da parte dei Saggi di Israele.
Altri spiegano il lavaggio delle mani come eseguito per amore di purezza corporea che, a sua volta, porta a purezza rituale. Rabbi Hiyya il Grande aveva comandato Abba Arika dicendogli: "Se tu sei capace di mangiare tutto l'anno cibi non consacrati in stato di purezza rituale, allora mangiali! Ma se non ne sei capace, almeno mangia sette giorni all'anno [in tale stato di purezza rituale]." A causa di queste parole, Rabbi Phinehas ben Jair asseriva: "...La purezza corporea conduce alla purezza rituale."

### Gradi di impurità
Il Pentateuco allude a gradi differenti di impurità, o contaminazione, per quelle persone che vengono in contatto con certe impurezze (per esempio, uno degli otto animali nocivi morti menzionati in Levitico 11:29-30; la perdita seminale; il sangue delle mestruazioni femminili; la carogna, ecc.). 
I Saggi di Israele descrivono dette fonti di impurità come "padri di impurità", capace di trasmettere un'impurità di primo grado alle persone o ai vasi/contenitori, o ai cibi e liquidi che li toccano o che li trasportano. A loro volta portano impurità riflessa a cibi e indumenti che li toccano. Nel caso di cibi e indumenti, questi acquisiscono impurità di secondo grado fintanto che non vengono lavati. Similmente, mani che non sono state mantenute pure e pronte dopo il lavaggio e che hanno toccato un'impurità di primo grado, solo tali mani diventano contaminate fino al "pereq" (polso), mentre il resto del corpo rimane ritualmente puro.
C'è quindi solo necessità di lavarsi le mani in acqua, rimuovendo così tutta l'impurità.

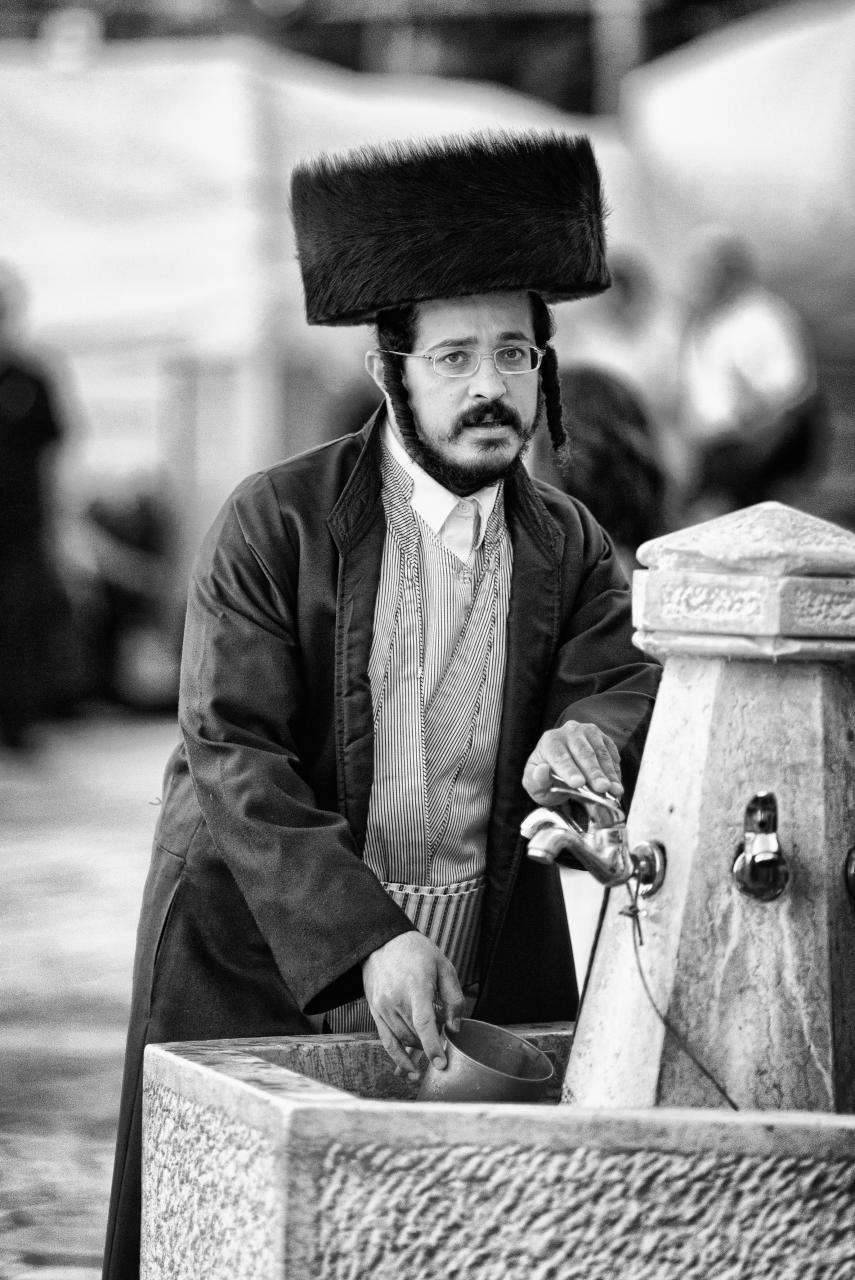
Ebreo ortodosso svolge abluzioni presso il Muro Occidentale di Gerusalemme

## Benedizione prima delle abluzioni
Una benedizione (Berakhah) è prescritta da recitare mentre si esegue il lavaggio delle mani prima di mangiare del pane e quando ci si sveglia dal sonno al mattino.
Sebbene Maimonide prescriva di dire la benedizione prima di versare l'acqua sulle mani, si è anche sviluppata la tradizione di recitare la benedizione solo dopo aver versato acqua sulle mani e averle sfregate insieme, mentre sono alzate in aria all'altezza del proprio mento, prima di asciugarle con un panno.
La benedizione viene recitata come segue:
Subito dopo la recita della benedizione, bisogna asciugarsi le mani con un panno.
Vari metodi si sono sviluppati in merito a quale mano purificare per prima, versandovi sopra l'acqua. La tradizione generale per l'abluzione mattutina (basata sugli insegnamenti della Cabala ebraica) è quella di afferrare la caraffa con la mano destra, passarla alla mano sinistra, e solo allora iniziare a versare l'acqua dalla caraffa sulla mano destra. Poi si inverte l'ordine, prendendo la caraffa nella mano destra e versando acqua sopra la mano sinistra. Questo processo viene ripetuto complessivamente tre volte per ogni mano, cambiando alternativamente le mani dopo ogni versamento d'acqua. Dopo aver fatto tutto ciò, si prende la caraffa e si fa versare l'acqua su entrambe le mani, simultaneamente, e poi si sfregano le mani tra loro e le si alza per dire la benedizione sulle mani, prima di asciugarle.
La tradizione differisce per quanto riguarda il lavaggio delle mani prima di consumare pane, in quanto su prende la caraffa con la mano destra ed inizia a versarla in abbondanza sulla mano sinistra. Dopodiché si prende la caraffa con la sinistra e si versa l'acqua in abbondanza sulla mano destra. In questa caso (per mangiare il pane), non è necessario lavarsi le mani tre volte, intermittentemente, come si fa al mattino. Sono invece sufficienti una o due aspersioni per ciascuna mano.